# Cantó de Terrasson e la Vila Diu
El cantó de Terrasson e la Vila Diu és un cantó francès del departament de la Dordonya, situat al districte de Sarlat e la Canedat. Té 16 municipis i el cap és Terrasson e la Vila Diu.

## Municipis
- La Bachalariá
- Beuregard de Terrasson
- La Cassanha
- En Chastre
- Chavanhac
- En Còli
- Condat de Vesera
- Ladornac
- La Fuelhada
- Gresas
- Lo Lardin e Sent Lazar
- Pasaiac
- Pairinhac
- Sent Rabier
- Terrasson e la Vila Diu
- Vilhac

## Història
| Data d'elecció                           | Identitat        | Partit | Qualitat |
| ---------------------------------------- | ---------------- | ------ | -------- |
| 1982-1988                                | Edgard Bardagué  | PCF    |          |
| 1988-2001                                | Jean-Paul Gardet | RPR    |          |
| 2001-                                    | Serge Eymard     | PS     |          |
| les dades anteriors no són pas conegudes |                  |        |          |
|                                          |                  |        |          |

## Demografia
| 1962   | 1968   | 1975   | 1982   | 1990   | 1999   | 2006   |
| ------ | ------ | ------ | ------ | ------ | ------ | ------ |
| 11.316 | 12.439 | 13.584 | 14.076 | 13.962 | 13.876 | 14.665 |